# Magallanes (film)
Pour les articles homonymes, voir Magallanes.
Pour plus de détails, voir Fiche technique et Distribution.
Magallanes est un film péruvien réalisé par Salvador del Solar, sorti en 2015.

## Synopsis
Magallanes, un ancien soldat reconverti en chauffeur de taxi, devient le chauffeur personnel d'un colonel à la retraite.

## Fiche technique
- Titre : Magallanes
- Réalisation : Salvador del Solar
- Scénario : Salvador del Solar
- Musique : Federico Jusid
- Photographie : Diego Jiménez
- Montage : Eric Williams
- Société de production : CEPA Audiovisual, Nephilim Producciones, Proyectil, Péndulo Films et Tondero Films
- Pays :  Pérou,  Argentine et  Espagne
- Genre : Drame
- Durée : 109 minutes
- Date de sortie : 
  - Pérou : 20 août 2015

## Distribution
- Damián Alcázar : Harvey Magallanes
- Tatiana Espinoza : Hermelinda Magallanes
- Federico Luppi : le colonel
- Bruno Odar : Milton
- Magaly Solier : Celina

## Distinctions
Le film a été nommé au prix Goya du meilleur film ibéroaméricain.